# Dunia (film 1946)
Dunia è un film del 1946 scritto e diretto da Mohammed Karim. Prodotto dalla Nahas Films, ha come interpreti Dawlad Abiad e Faten Hamama che, in seguito, sarebbe stata celebrata come "la signora del cinema arabo".

## Produzione
Il film fu prodotto dalla Nahas Films.

## Distribuzione
Nel settembre 1946, venne presentato in concorso al Festival di Cannes.